# Беттісія Гоццадіні
Беттісія Гоццадіні (італ. Bettisia Gozzadini; 1209, Болонья, Римська імперія — 2 листопада 1261, Болонья) — французька юристка і адвокатка, ораторка, протофеміністка. Докторка юридичних наук, професорка, перша жінка — викладачка університету.

## Життєпис
Батьки Беттісії — Амадор Гоццадіні та Аделасія де Пеголотті — дворяни. В молодості присвятила себе навчанню в громадських школах міста. Беттісія вивчала філософію, згодом — право в Болонському університеті.
Її інтелект вразив магістрів університету Джакомо Бальдавіно і Танкреді Арчідіаконо. Вони підштовхнули її до захисту дисертації доктора юридичних наук, котру захистила 3 червня 1236 року з максимальною оцінкою.
Закінчила університет у 1237 році, два роки викладала право у себе вдома, потім, через збільшення кількості студентів, єпископ Енріко делла Фратта запропонував їй кафедру для читання лекцій в університеті. За легендою, вона давала уроки в студії, а також на міських площах перед великими натовпами. В 1239 році стала першою жінкою, яка викладала в університеті. Щоб уникнути проблем, під час викладання вона носила чоловічий одяг, на ній було накинуте покривало. Невідомо, чи це було через соціальний тиск, чи з особистого вибору.
Гоццадіні була відомою ораторкою.
Беттисія Гоццадіні померла в 1261 році через обвал будинку, в котрому мешкала, внаслідок повені. У Болоньї було оголошено траур. Похорон відбувся в церкві Padri Serviti.

## Досягнення
Беттісія Гоццадіні вважається першою жінкою, яка викладала в університеті.
Її «теракотова» скульптура є однією з найперших двадцяти репродукцій «Знатні жінки Болоньї» («Scultore di Casa Fibbia»), датованих кінцем XVII століття. Оригінал раніше зберігався в Почесному салоні Палацу Фіббія Фабрі, а сьогодні — у відомому Музеї історії Болоньї в палаці Пеполі.